# Справа авіаторів 1946 року
«Справа авіаторів» (рос. «Дело авиаторов») — судовий процес над діячами авіаційної галузі Радянського Союзу, що відбувся 1946 року.

## Причини та привід
Причинами незадоволення керівництва Радянського Союзу була висока кількість несправних літаків і бракованих запчастин до них під час німецько-радянської війни, хоча через багато років експерти заявили, що така ситуація була невідворотна, бо головною метою промисловості у період війни було випустити якнайбільшу кількість військової техніки за якнайкоротший час, що негативно впливало на її якість.
За деякими версіями безпосереднім приводом до розслідування «некомпетентності» авіаторів було несприйняття вищими військовими чинами бажання Йосипа Сталіна 1946 року присвоїти своєму синові звання генерал-лейтенант авіації, коли Василь Сталін мав тільки 25 років, чи особисті скарги Василя Сталіна на якість радянських літаків.

## Перебіг
У лютому 1946 року начальник головного управління контррозвідки СМЕРШ генерал-полковник Абакумов попросив у Сталіна санкцію на арешт головнокомадувача ВПС Новікова, наркома авіаційної промисловості Шахуріна, головного інженера ВПС Рєпіна, члена військової ради ВПС Шиманова, начальника головного управління замовлень ВПС Селезньова і начальників відділів управлінь кадрів ЦК ВКП(б) Буднікова і Григоряна.
Причинами було те, що впродовж війни керівники авіаційної промисловості випускали неякісну продукцію і за мовчазною згодою командування ВПС постачали радянські війська бракованими літаками. Унаслідок цього впродовж 1942—1946 років відбулося близько 750 аварій і 300 катастроф через неполадки в літаках.
Як доказ Абакумов навів дані щодо кількох літаків, повідомивши, що у воєнні роки недостатню кількість випробувань пройшли і надто великий відсоток браку мали, зокрема моделі «Як-3», «Як-9у», «Іл-2». Йосип Сталін після ознайомлення з матеріалами наказав заарештувати сімох головних підозрюваних і передати справу до військової колегії Верховного суду СРСР.
Під тиском слідства підозрювані повністю визнали свою провину, а Сталін попросив голову військової колегії Верховного суду СРСР Ульріха дати злочинцям якнайменші терміни, позаяк вони відіграли важливу роль у перемозі в німецько-радянській війні.
10 і 11 травня 1946 військова колегія на закритому засіданні розглянула справу, яка згодом стала відома під умовною назвою «справа авіаторів».
Терміни позбавлення волі:
- Шахурін О. І. — 7 років
- Рєпін О. К. — 6 років
- Селезньов — 6 років
- Новиков О. О. — 5 років
- Шиманов М. С. — 4 роки
- Будников — 2 роки
- Григорян — 2 роки.

Галерея

О.К. Рєпін
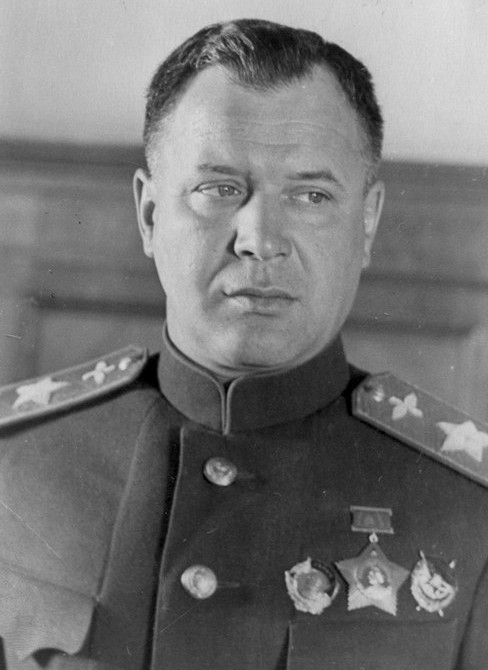
О.О. Новиков

На майно засуджених накладено арешт, президія Верховного суду СРСР позбавила Шахуріна, Рєпіна, Селезньова та Новикова всіх військових звань. Усіх засуджених позбавлено державних нагород. У зв'язку зі «справою авіаторів» другого секретаря Центрального комітету ВКП(б) Георгія Маленкова, який відповідав у ЦК за роботу авіаційної промисловості, 4 травня вивели зі складу Політбюро, а 6 травня 1946 усунули з посади другого секретаря ЦК ВКП(б). «Справа авіаторів» похитнула авторитет Георгія Маленкова, якому Сталін дуже довіряв, що було вигідно Лаврентію Берії, який тоді боровся за право бути другою найвпливовішою особою країни.